# 上井出インターチェンジ
上井出インターチェンジ（かみいでインターチェンジ）は、静岡県富士宮市上井出にある富士宮道路のインターチェンジである。

## 道路
- 富士宮道路（国道139号）

## 接続する道路
- 静岡県道72号富士白糸滝公園線

## 歴史
- 1965年9月28日：開通に伴い供用開始
- 1995年9月28日：無料化

## 周辺
- 白糸の滝
- 千居遺跡
- 曽我八幡宮
- 奇石博物館
- エッチ・ケー・エス本社
- 富士桜自然墓地公園

## 隣
富士宮道路
北山IC - 上井出IC- 内野IC

## 補足
- 以前の本線出口予告標識は「白糸滝 富士山新五合目」とされており、周辺に所在する主要地点名を表記していた。